# Miss Li
Miss Li (født Linda Carlsson 6. juli 1982) er en svensk sangerinde.
I starten af 2009 var hun aktuel med singlen "I Heard Of A Girl", taget fra albummet Dancing The Whole Way Home, der udkom i Danmark i slutningen af april.
Miss Li har på kort tid haft en meget produktiv karriere. 2007 bød på hele tre soloalbums plus en opsamling, der foruden tidligere hits indeholdt otte ikke tidligere udsendte numre.
Miss Li har solgt over 50.000 albums i Sverige og har turneret i flere europæiske lande bl.a. Frankrig og Tyskland.